# Rosulabryum wightii
Rosulabryum wightii är en bladmossart som beskrevs av Magnus Spence 1996. Rosulabryum wightii ingår i släktet Rosulabryum och familjen Bryaceae. Inga underarter finns listade i Catalogue of Life.